# Hutosie
Hutosie (ang. Hutos) – koreański serial animowany z 2008 roku, ale emitowany dopiero od 2010 roku.
Premiera serialu w Polsce odbyła się 2 grudnia 2013 roku na kanale TV Puls 2 o godzinie 10:30. Serial emitowany jest od poniedziałku do piątku o 10:30.